# Maurice Dalé
 Maurice Junior Dalé (n. 12 iulie 1985, Martigues, Franța) este un fotbalist francez de etnie ivoriană aflat sub contract cu echipa FC Nantes.